# 6923 Борзаччіні
6923 Борзаччіні (6923 Borzacchini) — астероїд головного поясу, відкритий 16 вересня 1993 року.
Тіссеранів параметр щодо Юпітера — 3,225.